# Österslövs församling
Österslövs församling var en församling i Lunds stift och i Kristianstads kommun. Församlingen uppgick 2006 i Nosaby församling.

## Administrativ historik
Församlingen har medeltida ursprung.
Församlingen utgjorde till 1962 ett eget pastorat. Från 1962 till 1985 moderförsamling i pastoratet Österslöv och Fjälkestad. Från 1985 till 2006 annexförsamling i pastoratet Nosaby, Österslöv och Fjälkestad. Församlingen uppgick 2006 i Nosaby församling.

## Kyrkoherdar
| Ämbetstid | Namn                          | Levnadstid | Övrigt                  |
| --------- | ----------------------------- | ---------- | ----------------------- |
| 1487      | Niels Efkelsen                |            | Pastor                  |
|           | Nicolaus Pauli                |            | Pastor                  |
| 1584      | Paaell Christophersson        |            | Pastor                  |
| 1594–1628 | Anders Sivendssön (Gram)      | –1628      | Pastor och häradsprost. |
| 1629–1657 | Christen Mortensen Schelderup | –1657      | Pastor                  |
| 1659–1674 | Ivar Detlofson Klow           |            | Pastor                  |
| 1674–1713 | Laurentius Blanxius           | 1642–1713  | Pastor och häradsprost. |
| 1714–1736 | Johan Bjugg                   | 1670–1736  |                         |
| 1736–1742 | Jakob Bjugg                   | 1705–1742  | Pastor                  |
| 1744–1783 | Nils Hjort                    | 1712–1783  | Pastor och häradsprost. |
| 1783–1821 | Nils Andreas Hjort            | 1748–1821  | Pastor och prost.       |
| 1824–     | Håkan Danielsson              | 1784–      | Pastor                  |

## Kyrkor
- Österslövs kyrka